# Gmina Rejowiec
Die Gmina Rejowiec ist eine Stadt-und-Land-Gemeinde im Powiat Chełmski der Woiwodschaft Lublin in Polen. Ihr Sitz ist die gleichnamige Stadt mit etwa 2100 Einwohnern.

## Geschichte
Zum 1. Januar 2017 wurde Rejowiec wieder zur Stadt erhoben, bis zu diesem Zeitpunkt war die Gmina eine Landgemeinde.

## Gliederung
Zur Stadt-und-Land-Gemeinde Rejowiec gehören folgende Ortschaften:
Adamów
Aleksandria Krzywowolska
Aleksandria Niedziałowska
Bańkowszczyzna
Bieniów
Czechów Kąt
Elżbiecin
Hruszów
Kobyle
Leonów
Marynin
Marysin
Niedziałowice Drugie
Niedziałowice Pierwsze
Niemirów
Rejowiec
Rybie
Siedliszczki
Stary Majdan
Wereszcze Duże
Wereszcze Małe
Wólka Rejowiecka
Zagrody
Zawadówka
Zyngierówka